# Трите хикса: Следващо ниво
„Трите хикса: Следващо ниво“ (на английски: XXX: State of the Union) е американски екшън филм от 2005 г. на режисьора Лий Тамахори, продължение на филма „Трите хикса“ (2002). Това е вторият филм от филмовата поредица „Трите хикса“ и е продуциран от „Революшън Студиос“ за „Кълъмбия Пикчърс“.

## В България
В България филмът е излъчен на 28 март 2016 г. по KINO NOVA с български войсоувър дублаж. Екипът се състои от:
| Озвучаващи артисти  | Лиза Шопова Даниела Йорданова Симеон Владов Силви Стоицов Димитър Иванчев Стефан Сърчаджиев – Съра |
| Преводач            | Миряна Мезеклиева                                                                                  |
| Тонрежисьор         | Димитър Кукушев                                                                                    |
| Режисьор на дублажа | Димитър Кръстев                                                                                    |